# Mali ai Giochi della XXVI Olimpiade
Il Mali partecipò ai Giochi della XXVI Olimpiade che si sono svolti ad Atlanta dal 19 luglio al 4 settembre 1996, con una delegazione di tre atleti, senza ottenere nessuna medaglia.

## Risultati

### Atletica Leggera
Gare maschili
| Ousmane Diarra | 100 m piani | 10"34 | 27 Q | 10"38 | 31   | N.D. | N.D. | N.D.            | N.D.            |  |  |
| Ousmane Diarra | 200 m piani | 21"20 | 60   | N.D.  | N.D. | N.D. | N.D. | non qualificato | non qualificato |  |  |

Gare femminili
| Atleta         | Evento         | Batteria  | Batteria  | Quarto di finale | Quarto di finale | Semifinale | Semifinale | Finale          | Finale          |
| Atleta         | Evento         | Risultato | Posizione | Risultato        | Posizione        | Risultato  | Posizione  | Risultato       | Posizione       |
| -------------- | -------------- | --------- | --------- | ---------------- | ---------------- | ---------- | ---------- | --------------- | --------------- |
| Aminata Camara | 100 m ostacoli | 14"94     | 41        | N.D.             | N.D.             | N.D.       | N.D.       | non qualificata | non qualificata |

Eventi su campo
| Atleta       | Evento           | Qualifica | Qualifica | Finale          | Finale          |
| Atleta       | Evento           | Distanza  | Posizione | Distanza        | Posizione       |
| ------------ | ---------------- | --------- | --------- | --------------- | --------------- |
| Oumou Traoré | Lancio del disco | 39,70 m   | 39º       | non qualificata | non qualificata |